# Coppa Ciano
Coppa Ciano, oficj. Coppa Montenero, Circuito Montenero – wyścig samochodowy, odbywający się w latach 1921-1939, 1947 na torze Circuito del Montenero w Livorno.

## Zwycięzcy
Na żółto zaznaczone rundy zaliczane do Mistrzostw Europy AIACR
| Rok  | Nazwa wyścigu                           | Dystans  | Tor      | Seria              | Kierowca             | Konstruktor              | Czas      | Wyniki |
| ---- | --------------------------------------- | -------- | -------- | ------------------ | -------------------- | ------------------------ | --------- | ------ |
| 1927 | VII Circuito Montenero                  | 225 km   | 22,5 km  | Formuła Libre      | Emilio Materassi     | Bugatti T35C             | 2:45:18   | Wyniki |
| 1927 | I Coppa Ciano (Sport)                   | 225 km   | 22,5 km  | Samochody sportowe | Attilio Marinoni     | Alfa Romeo 6C-1500       | 2:52:42   | Wyniki |
| 1928 | VIII Circuito Montenero                 | 225 km   | 22,5 km  | Grand Prix         | Emilio Materassi     | Talbot 700               | 2:38:57   | Wyniki |
| 1928 | II Coppa Ciano (Sport)                  | 225 km   | 22,5 km  | Samochody sportowe | Mario Razzauti       | Alfa Romeo 6C-1500       | 2:52:42   | Wyniki |
| 1929 | III Coppa Ciano (Circuito Montenero)    | 225 km   | 22,5 km  | Grand Prix         | Achille Varzi        | Alfa Romeo P2            | 2:38:51   | Wyniki |
| 1930 | IV Coppa Ciano (Circuito Montenero)     | 225 km   | 22,5 km  | Grand Prix         | Luigi Fagioli        | Maserati 26M             | 2:33:50   | Wyniki |
| 1931 | V Coppa Ciano (Circuito Montenero)      | 200 km   | 20,0 km  | Grand Prix         | Tazio Nuvolari       | Alfa Romeo 8C 2300 Monza | 2:23:40   | Wyniki |
| 1932 | VI Coppa Ciano (Circuito Montenero)     | 200 km   | 20,0 km  | Grand Prix         | Tazio Nuvolari       | Alfa Romeo Tipo-B 'P3'   | 2:18:19   | Wyniki |
| 1933 | VII Coppa Ciano (Circuito Montenero)    | 240 km   | 20,0 km  | Grand Prix         | Tazio Nuvolari       | Maserati 8CM             | 2:45:08   | Wyniki |
| 1934 | VIII Coppa Ciano (Circuito Montenero)   | 240 km   | 20,0 km  | Grand Prix         | Achille Varzi        | Alfa Romeo Tipo-B 'P3'   | 2:49:52   | Wyniki |
| 1935 | IX Coppa Ciano (Circuito Montenero)     | 240 km   | 20,0 km  | Grand Prix         | Tazio Nuvolari       | Alfa Romeo Tipo-B 'P3'   | 2:42:08   | Wyniki |
| 1936 | X Coppa Ciano (Circuito Montenero)      | 216,5 km | 7.218 km | Grand Prix         | Nuvolari / Pintacuda | Alfa Romeo 8C-35         | 1:44:54.4 | Wyniki |
| 1937 | XI Coppa Ciano (Gran Premio d'Italia) * | 360,0 km | 7.218 km | Grand Prix         | Rudolf Caracciola    | Mercedes-Benz W125       | 2:44:54.4 | Wyniki |
| 1938 | XII Coppa Ciano (Circuito Montenero)    | 232,0 km | 5,80 km  | Grand Prix         | Hermann Lang         | Mercedes-Benz W154       | 1:00:35.2 | Wyniki |
| 1938 | XII Coppa Ciano (Circuito Montenero)    | 145,0 km | 5,80 km  | Voiturette         | Emilio Villoresi     | Maserati 6CM             | 1:05:21.6 | Wyniki |
| 1939 | XIII Coppa Ciano (Circuito Montenero)   | 348,0 km | 5,80 km  | Grand Prix         | Giuseppe Farina      | Alfa Romeo 158           | 2:30:10.4 | Wyniki |